# 대한민국의 식품의약품안전처장
식품의약품안전처장(食品醫藥品安全處長)은 식품의약품안전처를 대표하는 직위로, 차관급 정무직공무원으로 보한다.

## 임명
- 식품의약품안전처장은 대통령이 임명한다.

## 역할
- 각 행정기관의 장은 소관사무를 통할하고 소속공무원을 지휘·감독한다.
- 식품의약품안전처장은 식품 및 의약품의 안전에 관한 사무를 관장한다.

## 역대 기관장

### 식품의약품안전청장
| 정부        | 대수 | 이름           | 임기                             | 비고                                         |
| ----------- | ---- | -------------- | -------------------------------- | -------------------------------------------- |
| 김대중 정부 | 초대 | 박종세(朴鍾世) | 1998년 3월 9일~1999년 1월 28일   | 약품 안전성 검사에서 뇌물을 받은 혐의로 사임 |
| 김대중 정부 | 2대  | 허근(許瑾)     | 1999년 1월 29일~2000년 8월 10일  |                                              |
| 김대중 정부 | 3대  | 양규환(梁奎煥) | 2000년 8월 11일~2002년 3월 19일  |                                              |
| 김대중 정부 | 4대  | 이영순(李榮純) | 2002년 3월 20일~2003년 3월 2일   |                                              |
| 노무현 정부 | 5대  | 심창구(沈昌求) | 2003년 3월 3일~2004년 9월 3일    |                                              |
| 노무현 정부 | 6대  | 김정숙(金貞淑) | 2004년 9월 4일~2006년 1월 31일   |                                              |
| 노무현 정부 | 7대  | 문창진(文昌珍) | 2006년 2월 1일~2007년 6월 20일   |                                              |
| 노무현 정부 | 8대  | 김명현(金明炫) | 2007년 6월 21일~2008년 3월 7일   |                                              |
| 이명박 정부 | 9대  | 윤여표(尹汝杓) | 2008년 3월 8일~2010년 4월 1일    |                                              |
| 이명박 정부 | 10대 | 노연홍(盧然弘) | 2010년 4월 2일~2011년 12월 11일  |                                              |
| 이명박 정부 | 11대 | 이희성(李熙成) | 2011년 12월 30일~2013년 3월 14일 |                                              |

### 식품의약품안전처장
| 정부        | 대수 | 이름           | 임기                            | 비고 |
| ----------- | ---- | -------------- | ------------------------------- | ---- |
| 박근혜 정부 | 초대 | 정승(鄭勝)     | 2013년 3월 14일~2015년 3월 22일 |      |
| 박근혜 정부 | 2대  | 김승희(金承禧) | 2015년 4월 7일~2016년 3월 27일  |      |
| 박근혜 정부 | 3대  | 손문기(孫文基) | 2016년 3월 28일~2017년 7월 12일 |      |
| 문재인 정부 | 4대  | 류영진(柳永珍) | 2017년 7월 13일~2019년 3월 7일  |      |
| 문재인 정부 | 5대  | 이의경(李儀卿) | 2019년 3월 8일~2020년 11월 1일  |      |
| 문재인 정부 | 6대  | 김강립(金剛立) | 2020년 11월 2일~2022년 5월 27일 |      |
| 윤석열 정부 | 7대  | 오유경(吳裕耕) | 2022년 5월 27일~                |      |

## 같이 보기
- 식품의약품안전처
- 식품의약품안전처 차장